# Rogério de Carvalho
Rogério Ferreira de Carvalho (Gabela, Angola, setembro de 1936 – Almada, 21 de setembro de 2024) foi um encenador luso-angolano, ganhador do Prémio Almada (2001), na área do Teatro.

## Biografia
Rogério de Carvalho nasceu em setembro de 1936 em Gabela, na província do Cuanza Sul, em Angola.
Frequentou o curso de Teatro/Formação de Actores de Teatro no Conservatório Nacional de Lisboa, actualmente Escola Superior de Teatro e Cinema, onde também foi professor até ao ano de 2007.
Professor na Academia Contemporânea do Espectáculo, no Porto, encenou peças de autores que fazem parte da dramaturgia clássica e contemporânea, obtendo, por duas vezes, o Prémio de Crítica da Melhor Encenação com os espectáculos Tio Vânia, de Tchekov, e O Paraíso Não Está à Vista, de Fassbinder.
Em 2012 venceu o Grande Prémio da Crítica de Teatro, atribuído pela Associação Portuguesa de Críticos de Teatro, pelo seu trabalho de encenação dos espectáculos Devagar, a partir de textos de Howard Barker, para a companhia As Boas Raparigas, e de "O Doente Imaginário", de Molière, para o Ensemble - Sociedade de Actores.
Rogério de Carvalho recebeu o Prémio Almada (2001), na área do Teatro, atribuído pelo Instituto Português das Artes do Espectáculo (IPAE), do Ministério da Cultura, em 2002, por encenações como "Rostos em Ferida", "Esse tal Alguém", "O Alfinete do Anestesista" ou "Uriel Acosta". Nesse mesmo ano seriam também distinguidos o Hot Clube de Portugal (Música) e a bailarina e coreógrafa  Vera Mantero (Dança)
Dirigiu e orientou o Núcleo de Teatro da Fundação Sindika Dikolo, em Luanda - Angola, que tem por objectivo a formação de Actores e Criação de Espectáculos de Teatro.
Morreu a 21 de setembro de 2024, aos 88 anos, no Hospital Garcia de Orta, em Almada, onde estava internado devido a um acidente vascular cerebral.

## Obras

### Teatro profissional
- 1989 - O Jardim das Cerejeiras, de Anton Tchekhov, com o TEAR (Teatro Estúdio de Arte Realista)
- 1999 - A Mulher Canhota, de Peter Handke, com o TEUC (Teatro dos Estudantes Universitários de Coimbra)
- 2002 - As Três Irmãs, de Anton Tchekhov, com a Companhia de Teatro de Almada
- 2003 - O Caminho Solitário, de Arthur Schnitzler, com o Teatro Nacional D. Maria II
- 2005 - Apologia de Sócrates, de Platão, com o Grupo ABC.π
- 2006 - Os Negros, de Jean Genet, com o Teatro Nacional de S. João
- 2007 - O Cerejal, de Anton Tchekov, com a companhia Ensemble - Sociedade de Actores no ANCA
- 2008 - Oréstea, de Esquilo, com o TEUC (Teatro dos Estudantes Universitários de Coimbra)
- 2008 - Fedra, de Racine, com a Companhia de Teatro de Almada
- 2008 - Tio Vânia, de Howard Barker, com a Companhia de Teatro de Almada
- 2009 - As Formigas, de Boris Vian, com O Núcleo de Teatro de Luanda
- 2010 - O luto fica bem em Electra, de O´Neil
- 2012 - O Doente Imaginário, de Molière, com o Ensemble - Sociedade de Actores
- 2012 - Devagar, a partir de textos de Howard Barker, com a companhia As Boas Raparigas
- 2012 - Faz Escuro nos Olhos, com o Teatro Griot
- 2014 - Tartufo, de Molière, com a Companhia de Teatro de Almada
- 2014 - Na Solidão dos Campos de Algodão, de Bernard-Marie Koltès, com o Teatro Oficina
- 2014 - As Confissões Verdadeiras de um Terrorista Albino, de Breyten Breytenbach, com o Teatro Griot

### Teatro amador
- Grupo de Teatro Trafaria:
  - Povoação Vende-se
  - As Três Irmãs, de Anton Tchekhov

### Teatro universitário
- Teatro dos Estudantes da Universidade de Coimbra (TEUC)
  - O Sonho, de Strindberg
  - O Auto da Índia, de Gil Vicente
  - Platonov, de Anton Tchekhov

- Teatro Universitário do Porto (TUP)
  - Gil Vicente
  - Medeia", de Eurípedes
- Teatro Universitário de Braga
  - O Despertar da Primavera